# Der Dieb der Worte
Der Dieb der Worte (Originaltitel: The Words) ist ein US-amerikanisches Filmdrama von Brian Klugman und Lee Sternthal aus dem Jahr 2012.

## Handlung
Clay Hammond ist ein erfolgreicher Schriftsteller, der vor einem großen Publikum aus seinem neuen Buch The Words liest. Es handelt sich um die Geschichte des jungen Rory Jansen, der mit seiner großen Liebe Dora zusammenzieht und versucht, als Schriftsteller in New York City Fuß zu fassen.
Nach mehreren Jahren hat Rory zwar ein Buch geschrieben, muss jedoch erkennen, dass es für sein Werk keinen Markt gibt. Von zahlreichen Verlagen wird das Werk abgelehnt. Ein Agent zeigt sich interessiert und erkennt Rorys Talent, ist aber der Meinung, dass sich sein Buch nicht verkaufen würde. Rory hört nun auf seinen Vater, der ihm die letzten Jahre immer finanziell ausgeholfen hat, und sucht sich eine feste Arbeit, indem er in einem Verlag zu arbeiten beginnt.
Dora und er heiraten und verbringen die Flitterwochen in Paris. Hier kauft ihm Dora in einem Antiquariat eine alte Ledertasche, in der er seine Manuskripte aufbewahren soll. Zurück in New York entdeckt Rory in der Tasche versteckt ein altes Romanmanuskript. Es ist perfekt und in einer Art verfasst, wie es sich Rory immer zu können gewünscht hat. Er beginnt, von dem Buch und der Handlung zu träumen, und schreibt das Manuskript schließlich Wort für Wort ab. Auf Drängen seiner Frau, die das Buch für seines hält und es perfekt findet, gibt er es in der Arbeit einem Verleger, der das Manuskript Monate später liest, begeistert ist und Rory unter Vertrag nimmt. Der Roman wird ein großer Erfolg, und Rory als neues Talent gefeiert. Rory erhält schließlich sogar einen wichtigen Literaturpreis.
Clay unterbricht seine Lesung für eine Pause. Während der Pause fällt ihm die junge und attraktive Daniella auf, die sich als Verehrerin seiner Arbeit herausstellt. Sie ist Studentin an der Columbia University und gibt an, alles über ihn zu wissen. Sie flirtet mit ihm, meint, er sei verheiratet, doch macht Clay ihr klar, dass er sich vor kurzem von seiner Frau getrennt habe. Clay wird zum zweiten Teil der Lesung gerufen. Er setzt die Geschichte fort:
Rory wird kurz nach der Auszeichnung von einem alten Mann angesprochen. Er stellt sich ihm als der ursprüngliche Manuskriptautor vor und klagt Rory an, die Geschichte gestohlen zu haben. Er berichtet von der Entstehung des Buches. Nach dem Zweiten Weltkrieg sei er in Paris geblieben, wo er die junge Célia kennengelernt habe. Beide verliebten sich, und so kehrte er nach kurzer Zeit in den USA nach Paris zurück. Er heiratete Célia und beide bekamen eine Tochter, die jedoch nach kurzer Zeit verstarb. Die Beziehung zerbrach fast am Tod der Tochter, und Célia zog zu ihrer Mutter aufs Land. Er wiederum begann zu schreiben und vollendete in nur zwei Wochen den Roman, den Rory später unter dem Titel Tränen am Fenster veröffentlichte. Der alte Mann ging damals zu Célia und brachte ihr das Manuskript. Als Célia zu ihm nach Paris zurückkehrte, vergaß sie die Tasche mit dem Manuskript im Zug. Die Beziehung zerbrach endgültig, und der alte Mann verließ Célia und Paris und kehrte in die USA zurück. Er schrieb nie wieder. Der alte Mann beendet sein Gespräch mit Rory und geht.
Clay beendet die Lesung und verlässt kurz darauf mit Daniella das Gebäude. Beide landen bei ihm zuhause. Daniella will wissen, wie die Geschichte ausging. Clay erzählt, dass Rory nun vor Dora und auch seinem Verleger zugab, die Geschichte gestohlen zu haben. Während Dora geschockt reagierte, drängte der Verleger darauf, dass Rory sich mit dem alten Mann gütlich einigt, würde der öffentliche Skandal doch am Ende die Karriere Rorys und des Verlegers zerstören. Rory suchte den alten Mann auf, der jedoch auf jeglichen Anspruch gegen ihn verzichten will. Er wollte Rory nur deutlich machen, dass es seine Geschichte und damit seine Vergangenheit ist und nicht die Rorys. Der Schmerz, falsch gehandelt zu haben, solle Rory nie verlassen. Der alte Mann erzählt Rory noch, dass er Célia noch ein einziges Mal mit ihrem jetzigen Partner und einem Kind gesehen habe. Rory geht daraufhin, und der alte Mann stirbt kurze Zeit darauf. Rory lernt, den Roman als seinen auszugeben. Das Manuskript des alten Mannes wiederum legt er in dessen offenes Grab.
Daniella wirft Clay vor, ihr nicht die Wahrheit über Rory erzählt zu haben. Sie impliziert indirekt, dass Rorys Geschichte auch Clays Geschichte sei, doch weist Clay sie darauf hin, dass Realität und Fiktion verschiedene Dinge seien, die sich nie berühren würden. Daniella bietet sich ihm an, doch lehnt Clay ab. Auf ihre Frage, was er denn wirklich wolle, denkt er an Rory, der sich mit Dora versöhnt und ihr sagt, dass es ihm leid tue.

## Produktion
Der Dieb der Worte war das Regiedebüt von Brian Klugman und Lee Sternthal, die die Idee zum Film bereits 1999 hatten. Beide sind seit ihrer Kindheit mit Bradley Cooper befreundet, der im Film eine der Hauptrollen übernahm. Klugman und Sternthal stellten im Jahr 2000 ihre Filmidee auf dem Sundance Screen Writer’s Lab vor. Nach Veröffentlichung des Films 2012 kam es zu Vorwürfen, dass die Handlung stark an Martin Suters Roman Lila, Lila angelehnt sei. Auch wenn Lila, Lila 2004 und damit nach ersten Entwürfen des Drehbuchs veröffentlicht worden sei, ist es nicht auszuschließen, dass die Regisseure in der Zwischenzeit von Suters Werk oder der darauf basierenden Verfilmung aus dem Jahr 2009 beeinflusst worden seien. Beide Regisseure gaben wiederum an, dass ihnen Suters Werk unbekannt gewesen sei. Suter selbst wurde wiederum 2004 vorgeworfen, sich bei seinem Werk am Comic Zehn Gebote – Der Killer von Glasgow orientiert zu haben. Tatsächlich weist Der Dieb der Worte eine Parallele zur Biografie Ernest Hemingways auf, der im Film mehrfach über seine Bücher vertreten ist. Hemingways Frau vergaß einst eine Tasche mit Manuskripten seiner frühen Werke in einem Zug, die so verloren gingen.
Der Dieb der Worte wurde ab Juni 2011 innerhalb von 25 Tagen in Montréal gedreht; das Budget lag bei rund sechs Millionen Dollar. Die Kostüme schuf Simonetta Mariano, die Filmbauten stammen von Michele Laliberte.
Der Film erlebte am 27. Januar 2012 auf dem Sundance Film Festival seine Premiere. Im deutschsprachigen Raum wurde der Film zuerst am 20. September 2012 im Rahmen des Zurich Film Festivals gezeigt. Deutscher Kinostart war am 23. Mai 2013. Im Oktober 2013 erschien der Film in Deutschland auf DVD.

## Synchronisation
| Rolle           | Darsteller     | Synchronsprecher  |
| --------------- | -------------- | ----------------- |
| Rory Jansen     | Bradley Cooper | Tobias Kluckert   |
| der alte Mann   | Jeremy Irons   | Thomas Fritsch    |
| Clay Hammond    | Dennis Quaid   | Thomas Danneberg  |
| Daniella        | Olivia Wilde   | Maria Koschny     |
| Dora Jansen     | Zoe Saldana    | Tanja Geke        |
| der junge Mann  | Ben Barnes     | Ozan Ünal         |
| Célia           | Nora Arnezeder | Emily Behr        |
| Nelson Wylie    | Michael McKean | Frank-Otto Schenk |
| Richard Ford    | John Hannah    | Stefan Staudinger |
| Mr. Jansen      | J. K. Simmons  | Roland Hemmo      |
| Timothy Epstein | Ron Rifkin     | Michael Pan       |
| Joseph Cutler   | Željko Ivanek  | Erich Räuker      |

## Kritik
Der film-dienst bezeichnete Der Dieb der Worte als ein „gediegen schwelgerisches Drama, das in kurzen, konventionellen Rückblenden ins Paris der 1940er Jahre führt und dessen leise Tragik durch eine umständliche Erzählstruktur relativiert wird, die beide als Romanfiguren eines dritten Literaten deklariert.“ Roger Ebert lobte das Spiel der Darsteller und die Schauplätze, kritisierte die Handlung jedoch als zu komplex und verschachtelt. Der Dieb der Worte sei clever und unterhaltsam, doch halte die Handlung keiner näheren Überprüfung stand und enthalte unzählige Fehler, schrieb die New York Times.
Für Cinema war der Film ein „verschachteltes Beziehungsdrama, das in seinen besten Momenten warm ums Herz macht“. Der Focus konstatierte, dass der Film mit „viel skurrilem Charme, stilistischer Originalität und wunderbaren Schauspielern“ aufwarte; vor allem die Schauspieler „schenken der mitunter doch arg konstruierten Geschichte eine starke Emotionalität.“

## Auszeichnungen
Bradley Cooper wurde 2013 für einen Teen Choice Award in der Kategorie „Choice Movie Actor: Drama“ nominiert.